# Maurice Limat
Maurice Limat, né le 23 septembre 1914 à Paris 14e et mort le 21 janvier 2002 à Sèvres, est un écrivain français de science-fiction, de romans policiers et d'espionnage.
Sa production, particulièrement abondante et polymorphe, fut publiée avant-guerre par la maison d'édition Ferenczi & fils (éditeur) (dans les collections « Le petit roman d'aventures », « Voyages et aventures », « Mon roman d'aventures » et « Mon roman policier ») puis principalement au Fleuve noir — dont il deviendra l'un des piliers — pour ses œuvres de science-fiction et à la Société des Éditions Générales (S.E.G - coll. « 078 Services Secrets ») pour ses romans d'espionnage. Féru d'occultisme, il s'essaya aussi au fantastique, au théâtre et à la poésie. Au milieu des années 1950, il a également brièvement collaboré au journal IMA, l'ami des jeunes, une revue de bandes dessinées.
Il a publié des romans sous divers pseudonymes, notamment Maurice Lionel, Maurice d'Escrignelles, Lionel Rey, Lionel Rex et Jean Scapin.